# کاتی پیری
کاتی پیری (انگلیسی: Kati Piri؛ زادهٔ ۸ آوریل ۱۹۷۹) سیاست‌مدار اهل پادشاهی هلند است.

## کار

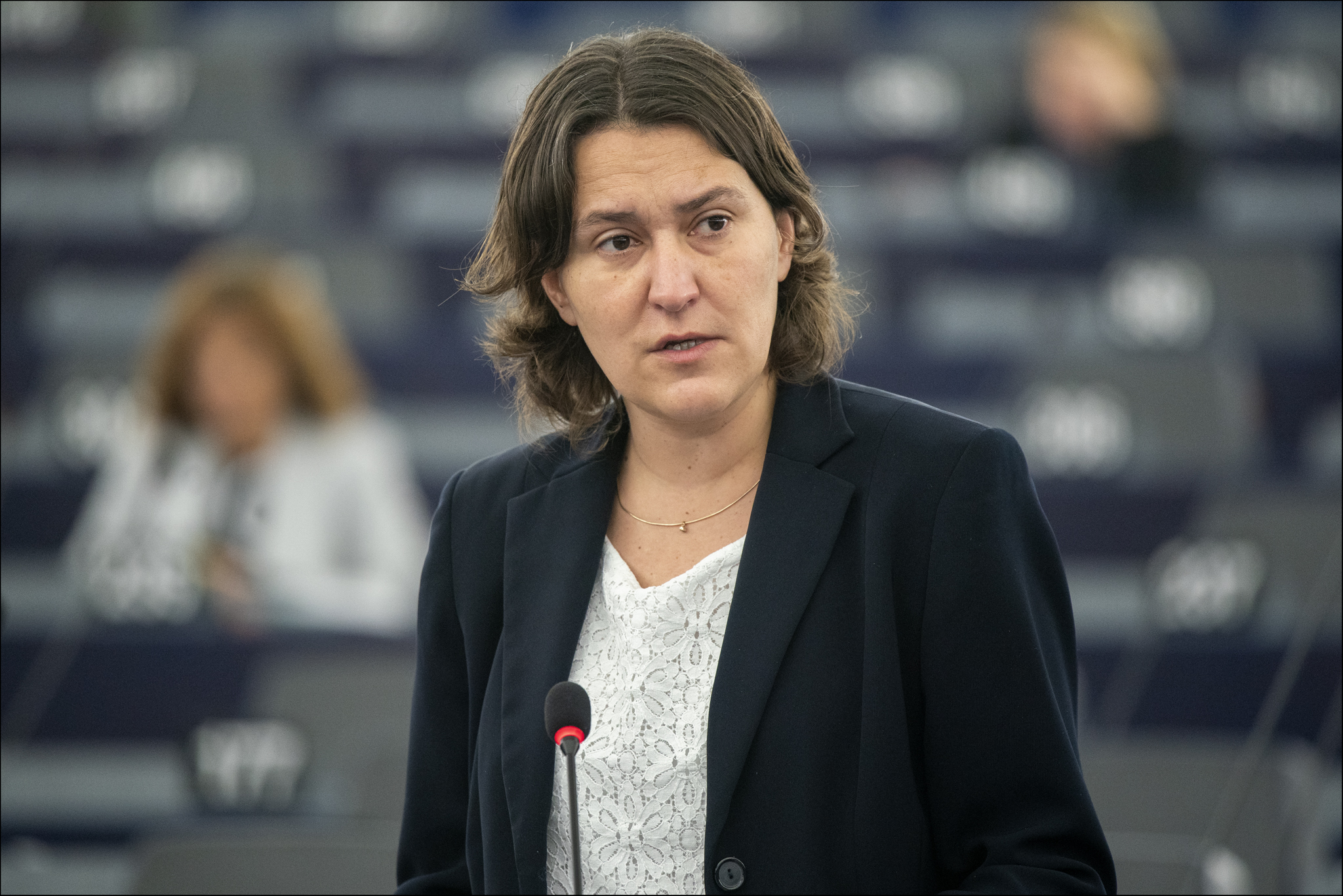
کاتی پیری در سال 2019

پیری در ۸ آوریل ۱۹۷۹ در مجارستان به دنیا آمد. او به دبیرستان چریستلیج (کلیسای مسیحی)، (مدرسه دستور زبان هلندی با زبان‌های کلاسیک) در اوترشت بین سال‌های ۱۹۹۱ و ۱۹۹۷ رفت. پیری اولین سال‌های آموزش را در دانشگاه بین ۱۹۹۸ و ۲۰۰۰ مطالعه کرد و سپس به روابط بین‌الملل تغییر پیدا کرد و در سال ۲۰۰۷ فارغ‌التحصیل شد. او در طی مطالعات خود به‌طور مختصر با دفتر پارلمانی فرانس تیمرمانس در مجلس نمایندگان بازداشت شد.
پیری به عنوان مشاور سیاسی حزب کارگر هلندی (ون د پارتیج) در پارلمان اروپا بین سال‌های ۲۰۰۶ تا ۲۰۰۸ به عنوان مشاور سیاسی کار می‌کرد. او در سال دوم مشاور سیاسی گروه پارلمان اروپا و حزب کارگر سوسیالیست ترقی‌خواه و دموکرات شد. او به عنوان مشاور هیئت نمایندگی در زمینه روابط با ارمنستان، آذربایجان و گرجستان خدمت کرد. این در سال ۲۰۱۱ چند ماه در بکمن استیچتینگ، یک مؤسسه تحقیقاتی کار کرد.
که به حزب کارگر متصل است. او در اواخر همان سال مدیر برنامه برای جنوب - قفقاز و مولداوی در مؤسسه ملی دموکراسی چند حزبی شد.

## شغل سیاسی

### عضو پارلمان اروپا، ۲۰۱۴–۲۰۲۱
کاتی پیری در طی یک مناظره رادیویی در سال ۲۰۱۴
در سال ۲۰۱۴ پیری نامزد مجلس اروپا شد. پس از برنده شدن پاول تانگ و اگنز جوآن گریوس، وی جایگاه سوم را در فهرست حزب کارگر برای انتخابات پارلمان اروپا در سال ۲۰۱۴ کسب کرد. او به حمایت از استانداردهای دموکراتیک و احترام به حقوق بشر به عنوان انگیزه‌های داخلی برای بالا بردن نامزدی اشاره کرد. او در ماه مه ۲۰۱۴ در پارلمان اروپا انتخاب شد.
در پارلمان اروپا، پیری عضو کمیته امور خارجه بود. در طول اولین دوره او، او به عنوان گزارشگر پارلیامنت در مورد عضویت در اتحادیه اروپا خدمت کرد. او همچنین در سال ۲۰۲۰ به کمیته ویژه تداخل خارجی در تمامی رونده‌ای دموکراتیک در اتحادیه اروپا پیوست.
علاوه بر وظایف کمیته او، پیری عضو هیئت نمایندگی مجلس مشترک اتحادیه اروپا - شمال مقدونیه بود. از سال ۲۰۱۴ تا سال ۲۰۱۹، او بخشی از هیئت نمایندگی اتحادیه اروپا بود. کمیته هم‌کاری پارلمانی و هیئت نمایندگی مجلس نمایندگان مجلس. او همچنین بخشی از پارلمان اروپا در مورد حقوق اقلیت‌های جنسیتی است.
پیری عضو گروه حمایت از دموکراسی و گروه هماهنگی انتخابات است که بر ماموریت‌های نظارت بر انتخابات ریاست‌جمهوری نظارت دارد. او بخشی از مأموریت پارلیمانت برای نظارت بر انتخابات پارلمانی سال ۲۰۱۴ است که توسط آندره پلنکویچ رهبری می‌شود. پس از انتخابات سال ۲۰۱۹، پیری به ریاست گارسیا، جانشین ریاست گروه دی برگزیده شد.

### عضو پارلمان هلند، سال ۲۰۲۱ - اکنون
از سال ۲۰۲۱، پیری عضو مجلس نمایندگان بوده‌است. در پارلمان، او در کمیته هم‌کاری‌های خارجی و توسعه، کمیته امور خارجه، کمیته دفاع، کمیته امور خارجه، و کمیته دادگستری و امنیت خدمت می‌کند.

## فعالیت‌های دیگر
- شورای روابط خارجی (ecfr)
- عضو شورای اروپا
- عضو هیئت اتحاد پیشرو از نوامبر ۲۰۱۹

## موقعیت سیاسی

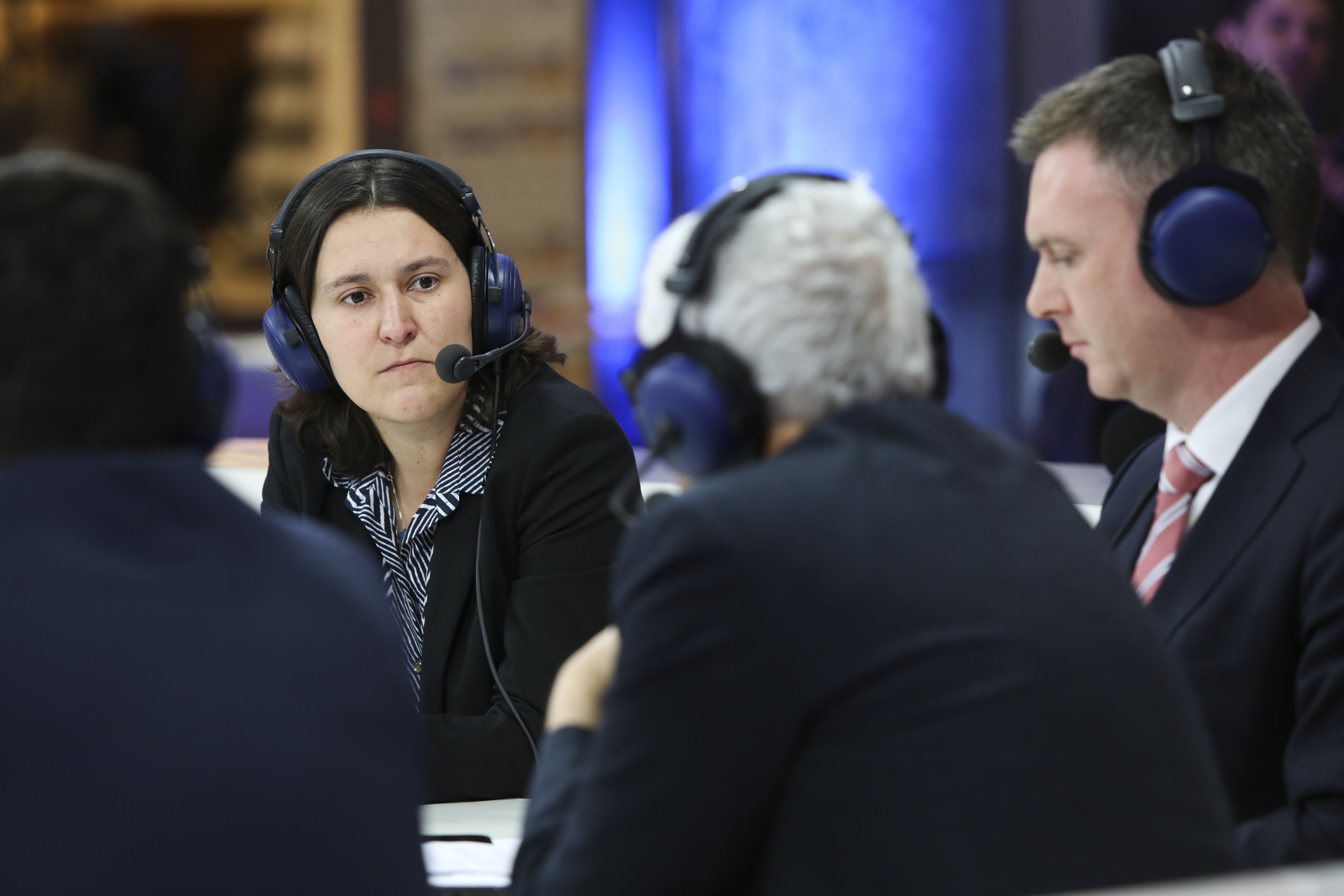
تصویری از کاتی پیری در اجلاس سیاسی

در جولای ۲۰۱۶، پس از کودتای سال ۲۰۱۶ کودتای ترکیه و پاکسازی بعدی، پیری خواستار زبان محکم اتحادیه اروپا نسبت به ترکیه شد. در آگوست سال ۲۰۱۶ پیری اظهار داشت که اروپا عدم حمایت بعد از کودتای سال ۲۰۱۶ را نشان داده‌است. در نوامبر ۲۰۱۶ مقامات ترک از داشتن جلسه‌ای با پیری در مقام خود به عنوان گزارشگر ترکیه پارلمان اروپا خودداری کردند.
در نوامبر ۲۰۱۹، وی از وتوی شورای اروپا برای آغاز رویه‌های الحاق آلبانی و مقدونیه شمالی به اتحادیه اروپا انتقاد کرد و اظهار داشت که این کشورها پیش از این اصلاحات قابل‌توجهی مرتکب شده‌اند و همچنین آن‌ها را به سمت هم‌کاری با چین، ترکیه و روسیه سوق داده‌است.